# Alejandro Murat Hinojosa
Alejandro Ismael Murat Hinojosa (Tlalnepantla de Baz, Estado de México; 4 de agosto de 1975) es un abogado y político mexicano, miembro del partido Morena. Actualmente es senador de la República desde el 1 de septiembre de 2024.
Fue diputado federal de 2004 a 2006. Así como director general del Instituto del Fondo Nacional de la Vivienda para los Trabajadores de 2012 a 2015 durante la presidencia de Enrique Peña Nieto. Se desempeñó como gobernador de Oaxaca del 1 de diciembre de 2016 al 30 de noviembre de 2022.

## Trayectoria académica
Realizó sus estudios de educación básica y media superior en el Modern American School de la Ciudad de México. Posteriormente, estudió una licenciatura en Derecho por el Instituto Tecnológico Autónomo de México, para después recibir una Maestría en Derecho y otra en Relaciones Internacionales, ambas por la Universidad de Columbia, en Nueva York. [cita requerida]
Asimismo, como parte de su formación de posgrado, se especializó en Derecho corporativo, fiscal, financiero y de propiedad, así como en Banca y Finanzas Internacionales.[cita requerida]
Ha colaborado con Joseph Stiglitz, Premio en Ciencias Económicas en memoria de Alfred Nobel así como en encuentros con Paul Krugman.

## Trayectoria política
Se desarrolló profesionalmente en su natal Estado de México, ocupando cargos de gerencia en el Instituto de la Función Registral del Estado de México, así como en el Sistema de Radio y Televisión Mexiquense. 

### Diputado federal plurinominal (2004-2006)
Como diputado federal plurinominal en la LIX Legislatura (2004-2006), por el entonces Distrito Federal, estuvo presente en la creación de la Comisión Especial para la Competitividad y Desarrollo Regional,misma que presidió.
Del mismo modo, Alejandro Murat obtuvo la patente para ejercer como notario público en dicha entidad. De 2007 a 2009, fue director general del Instituto de la Función Registral del Estado de México. 

### Director general del Instituto del Fondo Nacional de la Vivienda para los Trabajadores (2012-2015)
En el 2012, fue designado director general del Instituto del Fondo Nacional de la Vivienda para los Trabajadores por Enrique Peña Nieto. Dejó el cargo de director general del Infonavit el 1 de diciembre de 2015.

### Gobernador de Oaxaca (2016-2022)
En diciembre de 2015, Murat Hinojosa dejó su cargo al frente del INFONAVIT para anunciar formalmente su postulación como candidato a gobernador de Oaxaca, por parte de la coalición "Juntos hacemos más", integrada por los partidos Revolucionario Institucional, Verde Ecologista de México y Nueva Alianza.
El 13 de junio del 2016, el Instituto Estatal Electoral y de Participación Ciudadana de Oaxaca (IEEPCO) avaló su victoria en las elecciones, por lo que desde el 1 de diciembre de 2016 se desempeñó como gobernador de Oaxaca para el periodo 2016-2022.

### Precandidato presidencial (2024)
Un año después de dejar la Gubernatura de Oaxaca, el ahora exgobernador anunció que buscaría participar en el proceso de selección de candidato a las elecciones de 2024 por el frente opositor.Este anuncio fue tomado con poco optimismo por parte de la dirigencia partidista que abogó en contra de su participación. Murat acabaría retirando su participación una vez se anunciaran las reglas de selección; denunciaría que el método escogido "deja más dudas que certezas."
Una vez electa la candidata del Frente Amplio, Xóchitl Gálvez, Murat anunciaría su renuncia al PRI el 17 de noviembre del 2023. Poco tiempo después declararía su incorporación al equipo de campaña de Claudia Sheinbaum y declararía: "No puedo ser parte de algo que no me define como persona ni como político y que no corresponde a la visión de México que me anima a seguir participando en la vida pública".
En febrero de 2024, anunció que se registraría para competir en la lista plurinominal de Morena en el Senado para las elecciones federales de 2024.